# Claude Apollinaire
Pour les articles homonymes, voir Apollinaire et Saint Apollinaire.
Claude Apollinaire ou Apollinaris ou Apolinaris ou Apolinarius (Claudius) ou saint Apollinaire – le nom se présente sous différentes formes (en grec :  Ἀπολλινάριος) – est un père de l'Église du IIe siècle dont toutes les œuvres sont perdues, à l'exception de quelques maigres fragments. Il était probablement évêque de Hiérapolis en Phrygie.
Saint Apollinaire est fêté le 8 janvier par l'Église catholique romaine.

## Œuvre et histoire
La liste de ses œuvres nous est donnée principalement par Eusèbe, Photius et Théodoret. Elle comprend :
- Une apologie adressée à Marc-Aurèle. Nous retrouvons ici le genre de la supplique à l'Empereur qu'ont utilisé presque tous les Apologistes du IIe siècle que nous connaissons. Apollinaire y rappelait à l'Empereur le miracle de la Légion fulminante et il est possible que le récit que nous en fait Eusèbe provienne de lui. Le terminus post quem de cette œuvre peut ainsi être fixé en 174.

- Cinq livres aux Grecs (πρὸς Ἕλληνας), qui étaient peut-être sous forme de dialogues.

- Deux livres aux Juifs (πρὸς Ἰουδαίους). Comme pour les précédents, on n'en connaît rien. Certains manuscrits d'Eusèbe ne les mentionnent pas ; ce devait être le cas de celui qu'utilisait Jérôme qui ne les mentionne pas non plus.

- Deux livres Sur la vérité (περὶ ἀληθείας). Une autre apologie ?

- Sur la piété (περὶ εὐσεβείας). Photius cite cet ouvrage avec les livres aux Grecs et sur la Vérité. Il trouve le style d'Apollinaire «excellent». Il n'a pu mettre la main, nous dit-il, sur ses autres ouvrages.

- Selon Eusèbe, il aurait été parmi les premiers à écrire contre les Montanistes, alors que « Montan et ses pseudo-prophétesses faisaient leurs débuts dans l'erreur »[1]. Cela convient bien à un évêque phrygien. En suivant la chronologie d'Eusèbe, ce texte daterait de 171 (ou aussitôt après).

Dans un autre passage, Eusèbe fait état d'une lettre adressée par Sérapion d'Antioche à Caricus et Pontius (ou Ponticus) inconnu par ailleurs. Il s'agit encore de lutter contre le montanisme et, pour que ses correspondants soient bien renseignés, Sérapion joint à sa lettre les ouvrages d'Apollinaire. Dans cette lettre de Sérapion, poursuit Eusèbe, sont rapportées les signatures de différents évêques. Il en cite deux aux noms incertains et ajoute qu'il y encore dans les écrits que nous citons les signatures d'un grand nombre d'autres évêques en accord avec ceux-ci. De ce texte, une source byzantine tardive extrapole une légende selon laquelle Apollinaire aurait réuni un concile de trente-six évêques pour excommunier Montan et Maximilla.
C'est par erreur que Rufin attribue à Apollinaire le traité anti-montaniste qui occupent le chapitre V,16 d'Eusèbe.
- D'après Théodoret de Cyr, Apollinaire aurait écrit contre les encratites de l'école de Sévère (πρὸς τοὺς Σεουηριανοὺς Ἐγκρατίτας).
- Il est question d'Apollinaire dans la préface du Chronicon Paschale. Il semble y être brièvement cité sans que l'on puisse distinguer clairement s'il était quartodéciman ou s'il tenait pour l'Église de Rome contre ses compatriotes. Cette dernière hypothèse a été passionnément défendue, non sans arrière-pensées apologétiques.

Socrate cite Apollinaire en compagnie d'Irénée, de Clément et de Sérapion parmi les défenseurs de l'idée que Jésus-Christ aurait reçu une âme humaine au moment de son incarnation. Il est bien difficile de savoir à quel débat exactement il est fait allusion.
Jérôme fait de Claude Apollinaire un millénariste. C'est une confusion avec Apollinaire de Laodicée.

## Sources
- Eusèbe, Histoire ecclésiastique, IV,27 (court chapitre sur A., avec citation des ouvrages) - V,5,1-3 (la Légion fulminante) - V,16,1 (A. cité comme arme forte et invincible contre l'hérésie) - V,19 (Sérapion au sujet des Montanistes) ;
- Photius, Bibliotheca, cod. 14 ;
- Jérôme, De Viri, 18 ;
- Théodoret de Cyr, Hæreticarum fabularum compendium, II,21 ;
- Socrate, Histoire ecclésiastique, III,7 ;
- Chronicon paschale, sive alexandrinus, préf.